# WSE Champions League 2023-2024
La WSE Champions League 2023-2024 è la 59ª edizione della massima competizione europea di hockey su pista riservata alle squadre di club, la 2ª con tale denominazione. Il torneo ha avuto inizio il 13 ottobre 2023 e si concluderà il 12 maggio 2024.
Il titolo è stato conquistato dai portoghesi dello Sporting CP per la quarta volta nella loro storia sconfiggendo in finale i connazionali dell'Oliveirense. Lo Sporting CP, in qualità di squadra vincitrice, e l'Oliveirense, come finalista del torneo, hanno ottenuto il diritto di partecipare alla Coppa Continentale 2024-2025.

## Formula e date
In questa stagione la competizione segue il formato della stagione precedente. Si mantiene la nomenclatura Champions League in vigore fino all'edizione 2006-2007. Per l'edizione 2023-2024 partecipano un totale di 30 club divisi in tre fasce a seconda del ranking WSE. 
Il torneo si svolge in più fasi e più precisamente:
Primo turno di qualificazione
A questa fase partecipano 16 squadre divise in quattro gironi all'italiana di quattro squadre ciascuno. Ogni girone si svolge con partite di sola andata in sede unica. Le prime due classificate di ogni raggruppamento si qualificano per il secondo turno di qualificazione mentre i restanti club sono ammessi alla Coppa WSE.
Secondo turno di qualificazione
A questa fase partecipano le 8 squadre qualificate dal primo turno e altre 8 squadre qualificate di diritto dai vari campionati nazionali. Le 16 formazioni sono divise in quattro gironi all'italiana di quattro squadre ciascuno. Ogni girone si svolge con partite di sola andata in sede unica. Le prime due classificate di ogni raggruppamento si qualificano per la fase a gironi mentre i restanti club sono ammessi alla Coppa WSE.
Fase a gironi
A questa fase partecipano le 8 squadre qualificate dal secondo turno e altre 8 squadre qualificate di diritto dai vari campionati nazionali. La fase a gruppi si compone di 4 gruppi eliminatori di 4 squadre e ogni squadra gioca con le altre tre due volte, una in casa e una in trasferta.
Quarti di finale
I quarti di finale del torneo sono disputati secondo la formula del torneo a eliminazione diretta con incontri di andata e ritorno; prendono parte a questa fase le prime due classificate di ogni gruppo della fase a gironi per un totale di 8 club.
Final Four
La fase finale del torneo è disputata secondo la formula del torneo a eliminazione diretta con incontri di sola andata; prendono parte alla competizione le vincenti dei quarti di finale per un totale di 4 club.
| Fase             | Turno            | Date                      |
| ---------------- | ---------------- | ------------------------- |
| Primo turno      | Concentramenti   | dal 13 al 15 ottobre 2023 |
| Secondo turno    | Concentramenti   | dal 3 al 5 novembre 2023  |
| Fase a gironi    | Prima giornata   | 30 novembre 2023          |
| Fase a gironi    | Seconda giornata | 14 dicembre 2023          |
| Fase a gironi    | Terza giornata   | 11 gennaio 2024           |
| Fase a gironi    | Quarta giornata  | 24 gennaio 2024           |
| Fase a gironi    | Quinta giornata  | 8 febbraio 2024           |
| Fase a gironi    | Sesta giornata   | 29 Febbraio 2024          |
| Quarti di finale | Andata           | 14 marzo 2024             |
| Quarti di finale | Ritorno          | 4 aprile 2024             |
| Final Four       | Semifinali       | 11 maggio 2024            |
| Final Four       | Finale           | 12 maggio 2024            |

## Squadre partecipanti

### Ranking delle federazioni
Di seguito riportiamo la tabella valevole per la stagione 2023-2024.
| Federazione | Posti totali | 1º turno | 2º turno | Gironi |
| ----------- | ------------ | -------- | -------- | ------ |
| Portogallo  | 7            | 1        | 3        | 3      |
| Spagna      | 7            | 2        | 3        | 2      |
| Italia      | 7            | 4        | 1        | 2      |
| Francia     | 4            | 3        | -        | 1      |
| Svizzera    | 2            | 1        | 1        | -      |
| Germania    | 2            | 2        | -        | -      |
| Inghilterra | 1            | 1        | -        | -      |

### Lista
I club sono ordinati in base al coefficiente WSE della federazione di appartenenza. Accanto ad ogni club è indicata la posizione in classifica nel rispettivo campionato.
| Fase a gironi          | Fase a gironi       | Fase a gironi          | Fase a gironi             |
| ---------------------- | ------------------- | ---------------------- | ------------------------- |
| Benfica (1º-W)         | Sporting CP (2º-F)  | Barcelos (3º-SF)       | Barcellona (1º-W)         |
| Deportivo Liceo (2º-F) | Trissino (1º-W)     | Amatori Lodi (2º-SF)   | SCRA Saint-Omer (1º)      |
| Secondo turno          |                     |                        |                           |
| Porto CL (4º-SF)       | Oliveirense (5º-QF) | Valongo (6º-QF)        | Calafell (3º-SF)          |
| Reus Deportiu (4º-QF)  | Noia (5º-SF)        | Forte dei Marmi (3º-F) | Diessbach (1º-W)          |
| Primo turno            |                     |                        |                           |
| Sporting Tomar (7º-QF) | Lleida (6º-QF)      | Igualada (7º-QF)       | Grosseto (4º-SF)          |
| Sarzana (5º-QF)        | Follonica (6º-QF)   | Valdagno (9º-QF)       | Coutras (3º)              |
| Noisy-le-Grand (4º)    | La Vendéenne (5º)   | Thunerstern (2º-F)     | Germania Herringen (1º-W) |
| Walsum (2º-F)          | King's Lynn (1º)    |                        |                           |

## Risultati

### Primo turno di qualificazione

#### Girone A
| Squadra            | Pt | G | V | N | P | GF | GS | DG  |
| ------------------ | -- | - | - | - | - | -- | -- | --- |
| La Vendéenne       | 6  | 2 | 2 | 0 | 0 | 15 | 0  | +15 |
| Germania Herringen | 3  | 2 | 1 | 0 | 1 | 10 | 5  | +5  |
| Follonica          | 0  | 2 | 0 | 0 | 2 | 0  | 20 | -20 |

| La Roche-sur-Yon 13 ottobre 2023, ore 20:30 CEST | Follonica | 0 – 10 | La Vendéenne | Complexe Sportif de l'Angelmière |

| La Roche-sur-Yon 14 ottobre 2023, ore 18:00 CEST | Germania Herringen | 10 – 0 | Follonica | Complexe Sportif de l'Angelmière |

| La Roche-sur-Yon 15 ottobre 2023, ore 14:00 CEST | La Vendéenne | 5 – 0 | Germania Herringen | Complexe Sportif de l'Angelmière |

#### Girone B
| Squadra        | Pt | G | V | N | P | GF | GS | DG  |
| -------------- | -- | - | - | - | - | -- | -- | --- |
| Sporting Tomar | 9  | 3 | 3 | 0 | 0 | 20 | 6  | +14 |
| Noisy-le-Grand | 6  | 3 | 2 | 0 | 1 | 19 | 8  | +11 |
| Grosseto       | 3  | 3 | 1 | 0 | 2 | 13 | 15 | -2  |
| Walsum         | 0  | 3 | 0 | 0 | 3 | 3  | 26 | -23 |

| Noisy-le-Grand 13 ottobre 2023, ore 19:00 CET | Noisy-le-Grand | 9 – 2 | Grosseto | Gymnase des Yvris |

| Noisy-le-Grand 13 ottobre 2023, ore 21:00 CET | Sporting Tomar | 11 – 0 | Walsum | Gymnase des Yvris |

| Noisy-le-Grand 14 ottobre 2023, ore 16:00 CET | Grosseto | 4 – 5 | Sporting Tomar | Gymnase des Yvris |

| Noisy-le-Grand 14 ottobre 2023, ore 18:00 CET | Walsum | 2 – 8 | Noisy-le-Grand | Gymnase des Yvris |

| Noisy-le-Grand 15 ottobre 2023, ore 14:00 CET | Grosseto | 7 – 1 | Walsum | Gymnase des Yvris |

| Noisy-le-Grand 15 ottobre 2023, ore 16:00 CET | Noisy-le-Grand | 2 – 4 | Sporting Tomar | Gymnase des Yvris |

#### Girone C
| Squadra     | Pt | G | V | N | P | GF | GS | DG  |
| ----------- | -- | - | - | - | - | -- | -- | --- |
| Igualada    | 9  | 3 | 3 | 0 | 0 | 32 | 8  | +24 |
| Sarzana     | 6  | 3 | 2 | 0 | 1 | 26 | 13 | +13 |
| Thunerstern | 3  | 3 | 1 | 0 | 2 | 7  | 11 | -4  |
| King's Lynn | 0  | 3 | 0 | 0 | 3 | 2  | 35 | -33 |

| Igualada 13 ottobre 2023, ore 19:00 CET | Thunerstern | 0 – 6 | Sarzana | Poliesportiu Les Comes |

| Igualada 13 ottobre 2023, ore 21:00 CET | King's Lynn | 0 – 16 | Igualada | Poliesportiu Les Comes |

| Igualada 14 ottobre 2023, ore 16:00 CET | Igualada | 5 – 1 | Thunerstern | Poliesportiu Les Comes |

| Igualada 14 ottobre 2023, ore 18:00 CET | Sarzana | 13 – 2 | King's Lynn | Poliesportiu Les Comes |

| Igualada 15 ottobre 2023, ore 11:30 CET | King's Lynn | 0 – 6 | Thunerstern | Poliesportiu Les Comes |

| Igualada 15 ottobre 2023, ore 13:30 CET | Igualada | 11 – 7 | Sarzana | Poliesportiu Les Comes |

#### Girone D
| Squadra  | Pt | G | V | N | P | GF | GS | DG |
| -------- | -- | - | - | - | - | -- | -- | -- |
| Lleida   | 6  | 2 | 2 | 0 | 0 | 8  | 3  | +5 |
| Coutras  | 1  | 2 | 0 | 1 | 1 | 3  | 5  | -2 |
| Valdagno | 1  | 2 | 0 | 1 | 1 | 6  | 9  | -3 |

| Coutras 13 ottobre 2023, ore 20:00 CEST | Lleida | 6 – 3 | Valdagno | Patinoire Milou Ducourtioux |

| Coutras 14 ottobre 2023, ore 20:30 CEST | Coutras | 3 – 3 | Valdagno | Patinoire Milou Ducourtioux |

| Coutras 15 ottobre 2023, ore 15:00 CEST | Lleida | 2 – 0 | Coutras | Patinoire Milou Ducourtioux |

### Secondo turno di qualificazione

#### Girone A
| Squadra         | Pt | G | V | N | P | GF | GS | DG  |
| --------------- | -- | - | - | - | - | -- | -- | --- |
| Oliveirense     | 9  | 3 | 3 | 0 | 0 | 16 | 3  | +13 |
| Forte dei Marmi | 6  | 3 | 2 | 0 | 1 | 12 | 4  | +8  |
| Igualada        | 3  | 3 | 1 | 0 | 2 | 4  | 7  | -3  |
| Diessbach       | 0  | 3 | 0 | 0 | 3 | 3  | 21 | -18 |

| Forte dei Marmi 3 novembre 2023, ore 19:00 CET | Forte dei Marmi | 3 – 0 | Igualada | PalaForte |

| Forte dei Marmi 3 novembre 2023, ore 21:00 CET | Oliveirense | 10 – 1 | Diessbach | PalaForte |

| Forte dei Marmi 4 novembre 2023, ore 16:00 CET | Igualada | 1 – 3 | Oliveirense | PalaForte |

| Forte dei Marmi 4 novembre 2023, ore 18:00 CET | Diessbach | 1 – 8 | Forte dei Marmi | PalaForte |

| Forte dei Marmi 5 novembre 2023, ore 11:00 CET | Igualada | 3 – 1 | Diessbach | PalaForte |

| Forte dei Marmi 5 novembre 2023, ore 14:00 CET | Forte dei Marmi | 1 – 3 | Oliveirense | PalaForte |

#### Girone B
| Squadra            | Pt | G | V | N | P | GF | GS | DG  |
| ------------------ | -- | - | - | - | - | -- | -- | --- |
| Sporting Tomar     | 9  | 3 | 3 | 0 | 0 | 17 | 7  | +10 |
| Valongo            | 6  | 3 | 2 | 0 | 1 | 21 | 11 | +10 |
| Noia               | 3  | 3 | 1 | 0 | 2 | 14 | 12 | +2  |
| Germania Herringen | 0  | 3 | 0 | 0 | 3 | 3  | 25 | -22 |

| Tomar 3 novembre 2023, ore 19:00 WET | Valongo | 6 – 4 | Noia | Pavilhão Municipal |

| Tomar 3 novembre 2023, ore 21:00 WET | Sporting Tomar | 6 – 1 | Germania Herringen | Pavilhão Municipal |

| Tomar 4 novembre 2023, ore 16:00 WET | Noia | 2 – 6 | Sporting Tomar | Pavilhão Municipal |

| Tomar 4 novembre 2023, ore 18:00 WET | Germania Herringen | 2 – 11 | Valongo | Pavilhão Municipal |

| Tomar 5 novembre 2023, ore 11:00 WET | Noia | 8 – 0 | Germania Herringen | Pavilhão Municipal |

| Tomar 5 novembre 2023, ore 14:00 WET | Valongo | 4 – 5 | Sporting Tomar | Pavilhão Municipal |

#### Girone C
| Squadra        | Pt | G | V | N | P | GF | GS | DG  |
| -------------- | -- | - | - | - | - | -- | -- | --- |
| Porto          | 7  | 3 | 2 | 1 | 0 | 22 | 3  | +19 |
| Lleida         | 7  | 3 | 2 | 1 | 0 | 10 | 3  | +7  |
| Noisy-le-Grand | 3  | 3 | 1 | 0 | 2 | 6  | 15 | -9  |
| Coutras        | 0  | 3 | 0 | 0 | 3 | 4  | 21 | -17 |

| Lleida 3 novembre 2023, ore 19:00 CET | Lleida | 1 – 1 | Porto | Pavelló Onze de Setembre |

| Lleida 3 novembre 2023, ore 21:00 CET | Noisy-le-Grand | 4 – 2 | Coutras | Pavelló Onze de Setembre |

| Lleida 4 novembre 2023, ore 16:00 CET | Porto | 9 – 1 | Noisy-le-Grand | Pavelló Onze de Setembre |

| Lleida 4 novembre 2023, ore 18:00 CET | Coutras | 1 – 5 | Lleida | Pavelló Onze de Setembre |

| Lleida 5 novembre 2023, ore 11:00 CET | Porto | 12 – 1 | Coutras | Pavelló Onze de Setembre |

| Lleida 5 novembre 2023, ore 14:00 CET | Lleida | 4 – 1 | Noisy-le-Grand | Pavelló Onze de Setembre |

#### Girone D
| Squadra       | Pt | G | V | N | P | GF | GS | DG  |
| ------------- | -- | - | - | - | - | -- | -- | --- |
| Calafell      | 7  | 3 | 2 | 1 | 0 | 15 | 5  | +10 |
| Reus Deportiu | 7  | 3 | 2 | 1 | 0 | 17 | 8  | +9  |
| La Vendéenne  | 1  | 3 | 0 | 1 | 2 | 9  | 17 | -8  |
| Sarzana       | 1  | 3 | 0 | 1 | 2 | 10 | 21 | -11 |

| Calafell 3 novembre 2023, ore 19:00 CET | Reus Deportiu | 2 – 2 | Calafell | Poliesportiu Joan Ortoll |

| Calafell 3 novembre 2023, ore 21:00 CET | Sarzana | 5 – 5 | La Vendéenne | Poliesportiu Joan Ortoll |

| Calafell 4 novembre 2023, ore 16:00 CET | Calafell | 9 – 2 | Sarzana | Poliesportiu Joan Ortoll |

| Calafell 4 novembre 2023, ore 18:00 CET | La Vendéenne | 3 – 8 | Reus Deportiu | Poliesportiu Joan Ortoll |

| Calafell 5 novembre 2023, ore 11:00 CET | Calafell | 4 – 1 | La Vendéenne | Poliesportiu Joan Ortoll |

| Calafell 5 novembre 2023, ore 14:00 CET | Reus Deportiu | 7 – 3 | Sarzana | Poliesportiu Joan Ortoll |

### Fase a gironi

#### Girone A
| Squadra         | Pt | G | V | N | P | GF | GS | DG  |
| --------------- | -- | - | - | - | - | -- | -- | --- |
| Barcellona      | 16 | 6 | 5 | 1 | 0 | 25 | 7  | +18 |
| Barcelos        | 11 | 6 | 3 | 2 | 1 | 18 | 12 | +6  |
| Forte dei Marmi | 4  | 6 | 1 | 1 | 4 | 10 | 22 | -12 |
| Deportivo Liceo | 2  | 6 | 0 | 2 | 4 | 15 | 27 | -12 |

| Barcellona 30 novembre 2023, ore 20:00 CET 1ª giornata | Barcellona | 8 – 2 | Deportivo Liceo | Palau Blaugrana |

| Barcelos 30 novembre 2023, ore 21:00 WET 1ª giornata | Barcelos | 2 – 1 | Forte dei Marmi | Pavilhão Municipal |

| La Coruña 14 dicembre 2023, ore 20:30 CET 2ª giornata | Deportivo Liceo | 2 – 4 | Barcelos | Pazo de Riazor |

| Forte dei Marmi 14 dicembre 2023, ore 20:45 CET 2ª giornata | Forte dei Marmi | 1 – 3 | Barcellona | PalaForte |

| Barcellona 11 gennaio 2024, ore 20:00 CET 3ª giornata | Barcellona | 3 – 1 | Barcelos | Palau Blaugrana |

| Forte dei Marmi 11 gennaio 2024, ore 20:45 CET 3ª giornata | Forte dei Marmi | 4 – 2 | Deportivo Liceo | PalaForte |

| La Coruña 25 gennaio 2024, ore 20:30 CET 4ª giornata | Deportivo Liceo | 3 – 3 | Forte dei Marmi | Pazo de Riazor |

| Barcelos 25 gennaio 2024, ore 21:00 WET 4ª giornata | Barcelos | 1 – 1 | Barcellona | Pavilhão Municipal |

| Barcelos 8 febbraio 2024, ore 21:00 WET 5ª giornata | Barcelos | 4 – 4 | Deportivo Liceo | Pavilhão Municipal |

| Barcellona 8 febbraio 2024, ore 20:00 CET 5ª giornata | Barcellona | 6 – 0 | Forte dei Marmi | Palau Blaugrana |

| Forte dei Marmi 29 febbraio 2024, ore 21:00 CET 6ª giornata | Forte dei Marmi | 1 – 6 | Barcelos | PalaForte |

| La Coruña 29 febbraio 2024, ore 21:00 CET 6ª giornata | Deportivo Liceo | 2 – 4 | Barcellona | Pazo de Riazor |

#### Girone B
| Squadra       | Pt | G | V | N | P | GF | GS | DG  |
| ------------- | -- | - | - | - | - | -- | -- | --- |
| Benfica       | 15 | 6 | 5 | 0 | 1 | 25 | 15 | +10 |
| Sporting CP   | 11 | 6 | 3 | 2 | 1 | 20 | 17 | +3  |
| Calafell      | 5  | 6 | 1 | 2 | 3 | 14 | 16 | -2  |
| Reus Deportiu | 3  | 6 | 1 | 0 | 5 | 15 | 26 | -11 |

| Lisbona 30 novembre 2023, ore 18:30 WET 1ª giornata | Benfica | 3 – 2 | Calafell | Pavilhão da Luz Nº 1 |

| Reus 30 novembre 2023, ore 21:00 CET 1ª giornata | Reus Deportiu | 2 – 5 | Sporting CP | Pavelló Olímpic de Reus |

| Calafell 14 dicembre 2023, ore 20:30 CET 2ª giornata | Calafell | 4 – 1 | Reus Deportiu | Poliesportiu Joan Ortoll |

| Lisbona 17 gennaio 2024, ore 18:00 WET 2ª giornata | Sporting CP | 7 – 6 | Benfica | Pavilhão João Rocha |

| Lisbona 11 gennaio 2024, ore 20:00 WET 3ª giornata | Benfica | 4 – 2 | Reus Deportiu | Pavilhão da Luz Nº 1 |

| Lisbona 11 gennaio 2024, ore 19:30 WET 3ª giornata | Sporting CP | 2 – 2 | Calafell | Pavilhão João Rocha |

| Calafell 25 gennaio 2024, ore 20:30 CET 4ª giornata | Calafell | 2 – 2 | Sporting CP | Poliesportiu Joan Ortoll |

| Reus 25 gennaio 2024, ore 21:00 CET 4ª giornata | Reus Deportiu | 3 – 6 | Benfica | Pavelló Olímpic de Reus |

| Lisbona 8 febbraio 2024, ore 21:00 WET 5ª giornata | Benfica | 3 – 1 | Sporting CP | Pavilhão da Luz Nº 1 |

| Reus 8 febbraio 2024, ore 21:00 CET 5ª giornata | Reus Deportiu | 5 – 4 | Calafell | Pavelló Olímpic de Reus |

| Lisbona 29 febbraio 2024, ore 21:00 CET 6ª giornata | Sporting CP | 3 – 2 | Reus Deportiu | Pavilhão João Rocha |

| Calafell 29 febbraio 2024, ore 21:00 CET 6ª giornata | Calafell | 0 – 3 | Benfica | Poliesportiu Joan Ortoll |

#### Girone C
| Squadra        | Pt | G | V | N | P | GF | GS | DG  |
| -------------- | -- | - | - | - | - | -- | -- | --- |
| Porto          | 15 | 6 | 5 | 0 | 1 | 28 | 15 | +13 |
| Trissino       | 8  | 6 | 2 | 2 | 2 | 26 | 23 | +3  |
| Sporting Tomar | 8  | 6 | 2 | 2 | 2 | 14 | 22 | -8  |
| Lleida         | 2  | 6 | 0 | 2 | 4 | 16 | 24 | -8  |

| Lleida 30 novembre 2023, ore 20:30 CET 1ª giornata | Lleida | 3 – 3 | Sporting Tomar | Pavelló Onze de Setembre |

| Porto 30 novembre 2023, ore 20:00 WET 1ª giornata | Porto | 5 – 4 | Trissino | Dragão Caixa |

| Tomar 14 dicembre 2023, ore 21:00 WET 2ª giornata | Sporting Tomar | 5 – 3 | Porto | Pavilhão Municipal |

| Trissino 14 dicembre 2023, ore 20:45 CET 2ª giornata | Trissino | 8 – 4 | Lleida | PalaDante |

| Lleida 11 gennaio 2024, ore 20:30 CET 3ª giornata | Lleida | 1 – 2 | Porto | Pavelló Onze de Setembre |

| Trissino 11 gennaio 2024, ore 20:45 CET 3ª giornata | Trissino | 4 – 2 | Sporting Tomar | PalaDante |

| Tomar 25 gennaio 2024, ore 21:00 WET 4ª giornata | Sporting Tomar | 2 – 2 | Trissino | Pavilhão Municipal |

| Porto 25 gennaio 2024, ore 20:00 WET 4ª giornata | Porto | 4 – 2 | Lleida | Dragão Caixa |

| Lleida 8 febbraio 2024, ore 20:30 CET 5ª giornata | Lleida | 5 – 5 | Trissino | Pavelló Onze de Setembre |

| Porto 8 febbraio 2024, ore 20:00 WET 5ª giornata | Porto | 9 – 0 | Sporting Tomar | Dragão Caixa |

| Trissino 29 febbraio 2024, ore 21:00 CET 6ª giornata | Trissino | 3 – 5 | Porto | PalaDante |

| Tomar 29 febbraio 2024, ore 21:00 WET 6ª giornata | Sporting Tomar | 2 – 1 | Lleida | Pavilhão Municipal |

#### Girone D
| Squadra         | Pt | G | V | N | P | GF | GS | DG  |
| --------------- | -- | - | - | - | - | -- | -- | --- |
| Oliveirense     | 15 | 6 | 5 | 0 | 1 | 29 | 15 | +14 |
| Amatori Lodi    | 10 | 6 | 3 | 1 | 2 | 14 | 13 | +1  |
| SCRA Saint-Omer | 6  | 6 | 2 | 0 | 4 | 14 | 20 | -6  |
| Valongo         | 4  | 6 | 1 | 1 | 4 | 14 | 23 | -9  |

| Lodi 30 novembre 2023, ore 21:00 CET 1ª giornata | Amatori Lodi | 1 – 4 | SCRA Saint-Omer | PalaCastellotti |

| Oliveira de Azeméis 30 novembre 2023, ore 21:00 WET 1ª giornata | Oliveirense | 4 – 2 | Valongo | Pavilhão Dr. Salvador Machado |

| Saint-Omer 14 dicembre 2023, ore 20:00 CET 2ª giornata | SCRA Saint-Omer | 2 – 4 | Oliveirense | Salle des Sports du Brockus |

| Valongo 14 dicembre 2023, ore 21:00 WET 2ª giornata | Valongo | 2 – 2 | Amatori Lodi | Pavilhão Municipal |

| Lodi 11 gennaio 2024, ore 21:00 CET 3ª giornata | Amatori Lodi | 2 – 3 | Oliveirense | PalaCastellotti |

| Valongo 11 gennaio 2024, ore 21:00 WET 3ª giornata | Valongo | 4 – 1 | SCRA Saint-Omer | Pavilhão Municipal |

| Saint-Omer 25 gennaio 2024, ore 20:00 CET 4ª giornata | SCRA Saint-Omer | 5 – 2 | Valongo | Salle des Sports du Brockus |

| Oliveira de Azeméis 25 gennaio 2024, ore 21:00 WET 4ª giornata | Oliveirense | 3 – 4 | Amatori Lodi | Pavilhão Dr. Salvador Machado |

| Lodi 8 febbraio 2024, ore 21:00 CET 5ª giornata | Amatori Lodi | 3 – 1 | Valongo | PalaCastellotti |

| Oliveira de Azeméis 8 febbraio 2024, ore 21:00 WET 5ª giornata | Oliveirense | 7 – 2 | SCRA Saint-Omer | Pavilhão Dr. Salvador Machado |

| Valongo 29 febbraio 2024, ore 21:00 WET 6ª giornata | Valongo | 3 – 8 | Oliveirense | Pavilhão Municipal |

| Saint-Omer 29 febbraio 2024, ore 21:00 CET 6ª giornata | SCRA Saint-Omer | 0 – 2 | Amatori Lodi | Salle des Sports du Brockus |

### Quarti di finale
| Squadra 1    | Totale | Squadra 2   | Andata | Ritorno |
| ------------ | ------ | ----------- | ------ | ------- |
| Sporting CP  | 8 - 6  | Barcellona  | 4 - 1  | 4 - 5   |
| Trissino     | 9 - 12 | Oliveirense | 4 - 4  | 5 - 8   |
| Barcelos     | 9 - 3  | Benfica     | 4 - 2  | 5 - 1   |
| Amatori Lodi | 5 - 13 | Porto       | 1 - 4  | 4 - 9   |

### Final Four
La Final Four della manifestazione si è disputata dall'11 al 12 maggio 2024 presso il Pavilhão Rosa Mota a Porto in Portogallo.
|  | Semifinali  | Semifinali  | Semifinali  |             |             | Finale      | Finale | Finale |  |
|  |             |             |             |             |             |             |        |        |  |
|  | Sporting CP | Sporting CP | 6           |             |             |             |        |        |  |
|  | Sporting CP | Sporting CP | 6           |             |             |             |        |        |  |
|  | Porto       | Porto       | 5           |             |             |             |        |        |  |
|  | Porto       | Porto       | 5           |             | Sporting CP | Sporting CP | 2      |        |  |
|  |             |             |             |             | Sporting CP | Sporting CP | 2      |        |  |
|  |             |             | Oliveirense | Oliveirense | 1           |             |        |        |  |
|  | Barcelos    | Barcelos    | Oliveirense | Oliveirense | 1           | 3 (1)       |        |        |  |
|  | Barcelos    | Barcelos    |             |             |             |             |        |        |  |
|  | Oliveirense | Oliveirense | 3 (2)       |             |             |             |        |        |  |